# Jean Canavaggio
Jean Canavaggio, né le 23 juillet 1936 à Paris et mort le 20 août 2023 dans la même ville, est un biographe et professeur émérite de littérature espagnole de l'université de Paris X-Nanterre dont les travaux sur Cervantès font autorité.

## Biographie
Ancien élève de l'École normale supérieure de la rue d'Ulm (promotion 1956), il est agrégé d'espagnol (major du concours 1960) et docteur ès lettres. Biographe et spécialiste de Cervantès, il a dirigé, en 2001, une nouvelle traduction de ses œuvres romanesques complètes dans la Bibliothèque de la Pléiade. De 1988 à 1992, il a été président du jury d'agrégation externe d'espagnol. De 1996 à 2001, il a été directeur de la Casa de Velázquez à Madrid. Il est membre correspondant de la Real Academia de la Lengua et de la Real Academia de la Historia (Madrid) et honorary fellow de l'Hispanic Society of America (New York),. Ses travaux dans le domaine cervantin font autorité.
Jean Canavaggio est mort le 20 août 2023 à Paris d'un cancer foudroyant selon son ami l'historien Benoît Pellistrandi. Il était âgé de quatre-vingt-sept ans.

## Publications

### Ouvrages
- Cervantès dramaturge : un théâtre à naître, Paris, PUF, 1977.
- Cervantès, Paris, Mazarine, 1986 (bourse Goncourt de la biographie) ; édition revue et augmentée : Paris, éditions Fayard, 1997. (traductions espagnole, italienne, allemande, anglaise, japonaise, portugaise)
- Un mundo abreviado: aproximaciones al teatro aureo, Madrid/Frankfurt am Main, Iberoamericana/Vervuert, 2000.
- Cervantes entre vida y creacion, Alcala de Henares, 2000.
- Cervantès, Œuvres romanesques complètes, t. I, Don Quichotte, précédé de La Galatée; t. II, Nouvelles exemplaires, suivies de Persilès et Segismunda, introduction, traduction et notes avec la collaboration de Claude Allaigre, Michel Moner et Jean-Marc Pelorson, Paris, éditions Gallimard, Bibliothèque de la Pléiade, 2001.
- Don Quichotte, du livre au mythe : quatre siècles d'errance, Paris, éditions Fayard, 2005. (traductions espagnole et italienne en 2006) Prix Roland de Jouvenel de l'Académie française 2006 - (compte-rendu du livre consultable en ligne).
- Les Espagnes de Mérimée, Centro de Estudios Europa Hispánica, coll. « Otras publicaciones », 2016, 392 p. (ISBN 978-84-15245-57-5).
- Dictionnaire Cervantès, Paris, Bartillat, 2021, 576 p. (ISBN 9782841007134).
- José Ortega y Gasset (trad. Jean Canavaggio), Une méditation sur l'Europe, Paris, Bartillat, 2023 (1re éd. espagnole 1960), 170 p. (ISBN 978-2841007585).

### Ouvrages collectifs

#### Coordination (sélection)
- Le Siècle d'Or espagnol, n° spécial de XVIIe siècle, 40e année, n° 160, 1988, 54 p. (présentation et coordination).
- Histoire de la littérature espagnole (coord. et collab.), Paris, éditions Fayard, tome 1, 1993; tome 2, 1994. (traduction espagnole, Barcelone, Ariel, 1994-1995, 6 volumes)
- La Comedia, Madrid, Casa de Velázquez (CCV, 48), 1995.
- El Siglo de Oro de las Letras en España : invención y avatares de un concepto (coord.), Mélanges de la Casa de Velázquez, 31-2 (1995), p, 145-230.
- Cervantès, œuvres romanesques complètes : t. I, Don Quichotte, précédé de La Galatée ; t. II, Nouvelles exemplaires, suivies de Persilès et Sigismunda, introduction, traduction et notes, av. la collaboration de Claude Allaigre, Michel Moner et Jean-Marc Pelorson, Paris, Gallimard, Bibliothèque de La Pléiade, 2001

#### Participation (sélection)
- L'Espagne au temps de Philippe II (en collaboration avec P. Vilar, Pierre Chaunu, H. Lapeyre, M. Devèze et Paul Guinard), Paris, Hachette, 1965
- Las figuras del donaire en las comedias de Cervantes, Risa y sociedad en el teatro del Siglo de Oro, Toulouse, CNRS, l98l, p. 5l-67.
- Refranero et comedia dans l'Espagne du Siècle d'Or: quatre personnages en quête d'auteur, Le personnage dans la littérature du Siècle d'Or, Paris, l984, p. 8l-88
- L'Espagne de Don Quichotte, La Méditerranée occidentale au XVIe siècle, Actes du Colloque de l989 de l'Association des Historiens Modernistes, n° l4, Paris, l990, p. lll-l24 (trad. esp. « La España del Quijote », Insula, n° 538, oct. 1991, p. 7-8).
- La muerte deseada en las obras de Cervantes, Carlos Romero Muñoz (ed.), Le mappe nascoste di Cervantes, Treviso, Santi Quaranta, 2004, p. 9-24.

### Articles (sélection)
- « Alonso López Pinciano y la estética literaria de Cervantes en el Quijote », Anales cervantinos, 8 (1958), p. 13-108.
- « A propos de deux « comedias » de Cervantès: quelques remarques sur un manuscrit récemment retrouvé », Bulletin hispanique, 68 (1966), p. 5-29.
- « Variations cervantines sur le thème du théâtre au théâtre », Revue des Sciences humaines, 37 (1972), p. 53-68.
- Teatro y comediantes en el Siglo de Oro: algunos datos inéditos, Segismundo, 12 (1976), p. 27-51.
- « Cervantes en primera persona », Journal of Hispanic Philology, 2 (1977), p. 35-44.
- « La dimensión autobiográfica del Viaje del Parnaso », Cervantes, 1 (1981), p. 29-41.
- « Publications récentes sur le théâtre du Siècle d'Or », Bulletin hispanique, 86 (1984), p. 215-219.
- « Agi Morato, de historia a ficción », Crítica hispánica, 11 (1989), p. 17-22.
- « La figura del rey en el teatro de Cervantes », Crítica hispánica, 16 (1994), p. 31-42.
- « L'Espagne du Persiles », Les Langues néo-latines, no 237, décembre 2003, p. 21-38.
- « Don Quijote, vencedor del Caballero de los Espejos : el epílogo de un triunfo por escarnio (II, 16) », Bulletin of Spanish Studies, 81 (2004), p. 495-499.
- « Don Quichotte : un mythe pour notre temps ? », Études, 2013/5 (tome 418), p. 653-664.

## Décorations
- Chevalier de la Légion d'honneur
- Commandeur de l'ordre d'Isabelle la Catholique (Espagne)
- Grand-Croix de l'ordre d'Alphonse X le Sage (Espagne)